# Бутивля
Бути́вля (Велика Бутивля) — річка в Україні, у межах Стрийського району Львівської області. Ліва притока Оряви (басейн Дністра).

## Опис
Довжина річки 16 км, площа басейну 80 км². Річка типово гірська. Долина вузька, заліснена. Заплава часто одностороння або відсутня. Річище слабозвивисте, з кам'янистим дном і численними перекатами. Характерні паводки після сильних дощів чи під час відлиги.

## Розташування
Бутивля бере початок на захід від села Коростів, на північно-східних схилах хребта Високий Верх. Тече між горами Сколівських Бескидів переважно на схід, у пониззі — на південний схід. Впадає до Оряви в межах Коростова.
Притоки: Тисовець (права); Мала Бутивля, Ванч Верхній, Ванч Нижній, Хемчин (ліві).